# Porricondyla porrecta
Porricondyla porrecta är en tvåvingeart som beskrevs av Ephraim Porter Felt 1912. Porricondyla porrecta ingår i släktet Porricondyla och familjen gallmyggor.
Artens utbredningsområde är North Carolina. Inga underarter finns listade i Catalogue of Life.